# 코리 브로켄

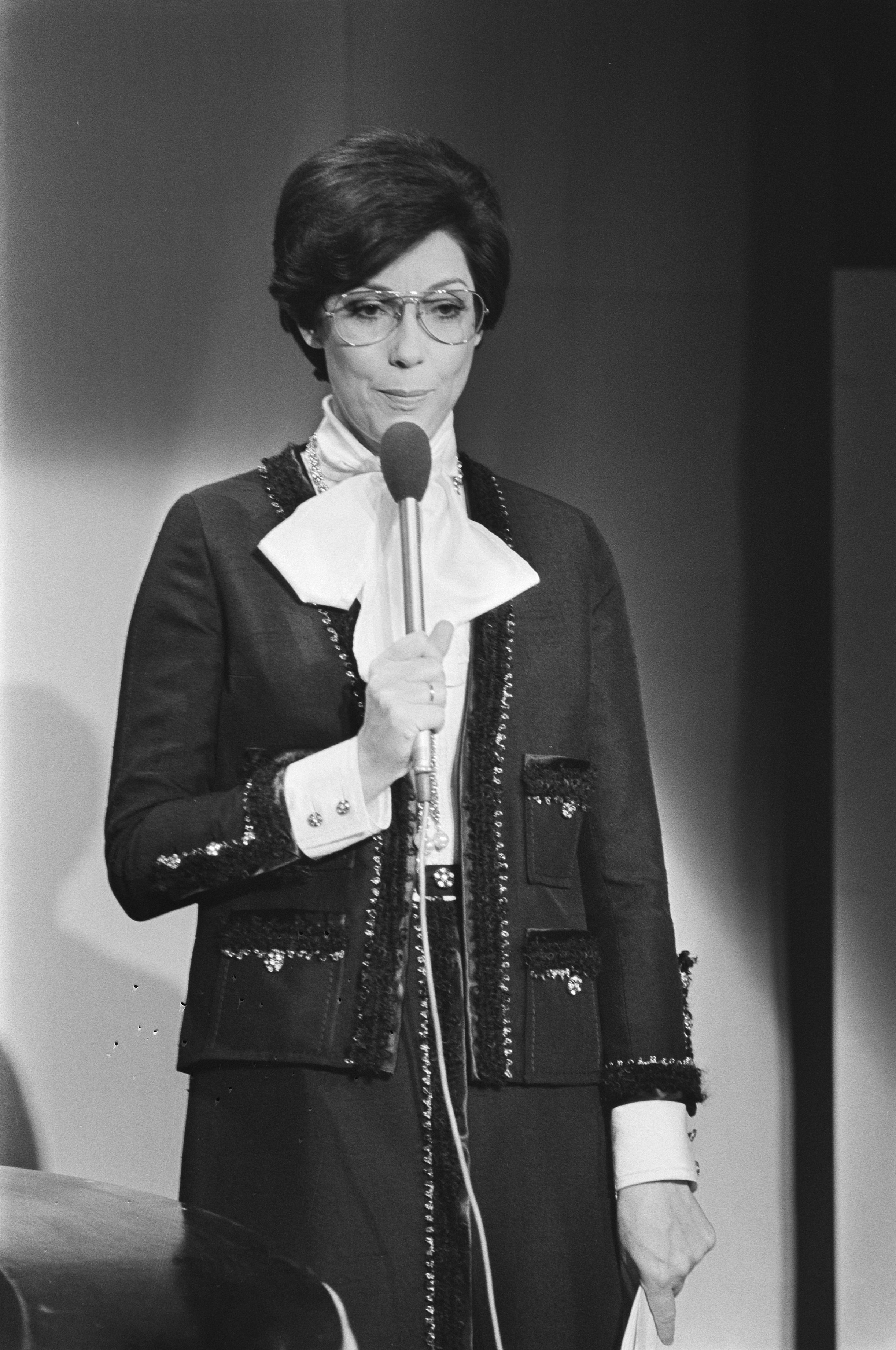
1976년에 유로비전 송 콘테스트를 진행하는 모습

코리 브로켄(Corry Brokken, 본명: Cornelia Maria "Corry" Brokken, 1932년 12월 3일 ~ 2016년 5월 31일)은 네덜란드의 가수, 텔레비전 방송 진행자, 법학자이다. 1957년, 유로비전 송 콘테스트의 제2판에서 Net als toen이라는 노래로 네덜란드를 대표하여 참가하여 수상하였다.
네덜란드 헤이그에서 개최된 유로비전 송 콘테스트 1976의 진행을 맡았다. 1973년 가수의 일을 그만두고 법학 공부로 전향했으며 그 이후 변호사가 되었고 최종적으로 법관이 되었다.

## 디스코그래피

### 싱글
- "Voorgoed voorbij" (1956)
- "Net als toen" (1957)
- "Heel de wereld" (1958)